# 선데이 서울
《선데이서울》(Sunday Seoul)은 대한민국의 서울신문사가 발행됐던 간행물이다. 최초의 성인용 주간 오락 잡지이며, 강렬한 컬러사진과 광고로 유명했다. 월간 〈2020 선데이서울〉 책자를 전국 이마트 지점에서 무료로 배포하였다.

## 역사
1968년 9월 22일에 창간하였고, 대중적 인기를 누렀으며, 대중주간지 시대가 열리면서 <주간중앙>, <주간조선>, <주간여성>, <주간경향> 등이 잇달아 창간하였다. 1978년 신년호 당시에 판매 부수 23만부를 돌파하였다. 1987년 6.29선언 이후, 언론 창달에 정기간행물을 늘어나는 추세로 1988년 지령 1,000호를 맞이했고, 1990년대 들어서 개방 물결이 점차 비디오의 보급 확산되었으며, 전성기를 구가하던 1991년 12월 29일(제1192호)에 폐간하였는데 해당 잡지(선데이 서울)가 마치 속간된 것처럼 펴낸 주간지 <선데이 서울> 손병만 대표와 조매월 발행인이 해당 잡지(선데이 서울)와 서체마저 똑같은 제호로 주간지를 발행하면서 권두언을 통해 서울신문사가 이 주간지를 복간한 것처럼 선전하고 저속한 내용의 기사를 실어 서울신문사의 공익성과 신뢰성을 훼손한 혐의가  있었다.
이에 서울신문사는 해당 잡지(선데이 서울)가 마치 속간된 것처럼 펴낸 주간지 <선데이 서울> 손병만 대표와 조매월 발행인을 1996년 12월 11일 서울지검에 고발했으며 서울지검은 손병만 대표, 조매월 발행인을 명예훼손 및 부정경쟁방지법 위반 혐의로 입건,수사하기도 했다.
- 1968년 9월 22일 창간호
- 1970년 8월 30일 100호 돌파
- 1972년 8월 6일 200호 돌파
- 1974년 7월 21일 300호 돌파
- 1976년 7월 4일 400호 돌파
- 1978년 6월 18일 지령 500호 돌파
- 1980년 6월 600호 돌파
- 1981년 폰트 변경
- 1982년 5월 700호 돌파
- 1984년 5월 800호 돌파
- 1986년 4월 900호 돌파
- 1988년 3월 27일 지령 1,000호 돌파
- 1991년 12월 29일 종간호

## 당시 가격
- 1968년 : 20원
- 1968년 ~ 1969년 : 30원
- 1969년 ~ 1970년 : 40원
- 1970년 ~ 1973년 : 50원
- 1973년 ~ 1975년 : 60원
- 1975년 ~ 1976년 : 70원
- 1976년 ~ 1977년 : 80원
- 1977년 ~ 1979년 : 90원
- 1979년 ~ 1981년 : 100원
- 1981년 ~ 1982년 : 200원
- 1982년 ~ 1983년 : 300원
- 1983년 ~ 1984년 : 400원
- 1984년 ~ 1986년 : 500원
- 1986년 ~ 1987년 : 700원
- 1988년 ~ 1989년 : 900원
- 1989년 ~ 1990년 : 1,000원
- 1990년 ~ 1991년 : 1,500원

## 유명인 표지 모델

### 1968~1991년
- 고현정 - 1192호
- 계은숙 - 627호
- 금보라 - 509호
- 김보연 - 520호
- 김영란 - 560호
- 故 김영애 - 499호
- 故 김자옥 - 324호, 388호, 461호, 485호, 509호, 517호
- 김혜수 - 1090호, 1108호, 1130호
- 박순애 - 1111호
- 서미경 - 536호
- 안소영 - 706호
- 오미연 - 539호
- 원미경 - 521호, 859호
- 유지인 - 372호, 385호, 410호, 466호, 490호, 515호, 559호, 784호
- 이경진 - 518호
- 이상아 - 1092호
- 이미숙 - 546호
- 이선희 - 1167호
- 이영옥 - 570호
- 이효춘 - 519호
- 임예진 - 383호, 504호
- 故 장덕 - 501호
- 장미희 - 500호, 567호, 579호, 583호
- 장미화 - 351호
- 조민수 - 1172호
- 전인화 - 906호
- 정소녀 - 513호
- 정애리 - 502호
- 정윤희 - 389호, 464호, 456호
- 주희 - 1149호
- 최명길 - 853호, 951호
- 하희라 - 1035호, 1141호, 1151호, 1181호
- 한혜숙 - 524호

### 2020년
- 총 36페이지를 구성하여, 규격은 187mm x 250mm으로 진행하였다.

| 월기   | 표지 모델 이름 | 비고 |
| ------ | -------------- | ---- |
| 2월호  | 김완선         |      |
| 3월호  | 이소라         |      |
| 4월호  | 임은경         |      |
| 5월호  | 홍진영         |      |
| 6월호  | 채정안         |      |
| 7월호  | 한다감         |      |
| 8월호  | 이유리         |      |
| 9월호  | 강수지         |      |
| 10월호 | 전혜빈         |      |
| 11월호 | 오윤아         |      |
| 12월호 | 기은세         |      |

### 2021년
| 월기   | 표지 모델 이름 | 비고                |
| ------ | -------------- | ------------------- |
| 1월호  | 하니           |                     |
| 2월호  | 홍수현         |                     |
| 3월호  | 전소민         |                     |
| 4월호  | 유미           |                     |
| 5월호  | 조윤희         |                     |
| 6월호  | 장신영         |                     |
| 7월호  | 박군           | 최초 남성 표지 모델 |
| 8월호  | 김윤지         |                     |
| 9월호  | 한채아         |                     |
| 10월호 | 한채영         |                     |
| 11월호 | 오현경         |                     |
| 12월호 | 윤정희         |                     |

## 역대 표지

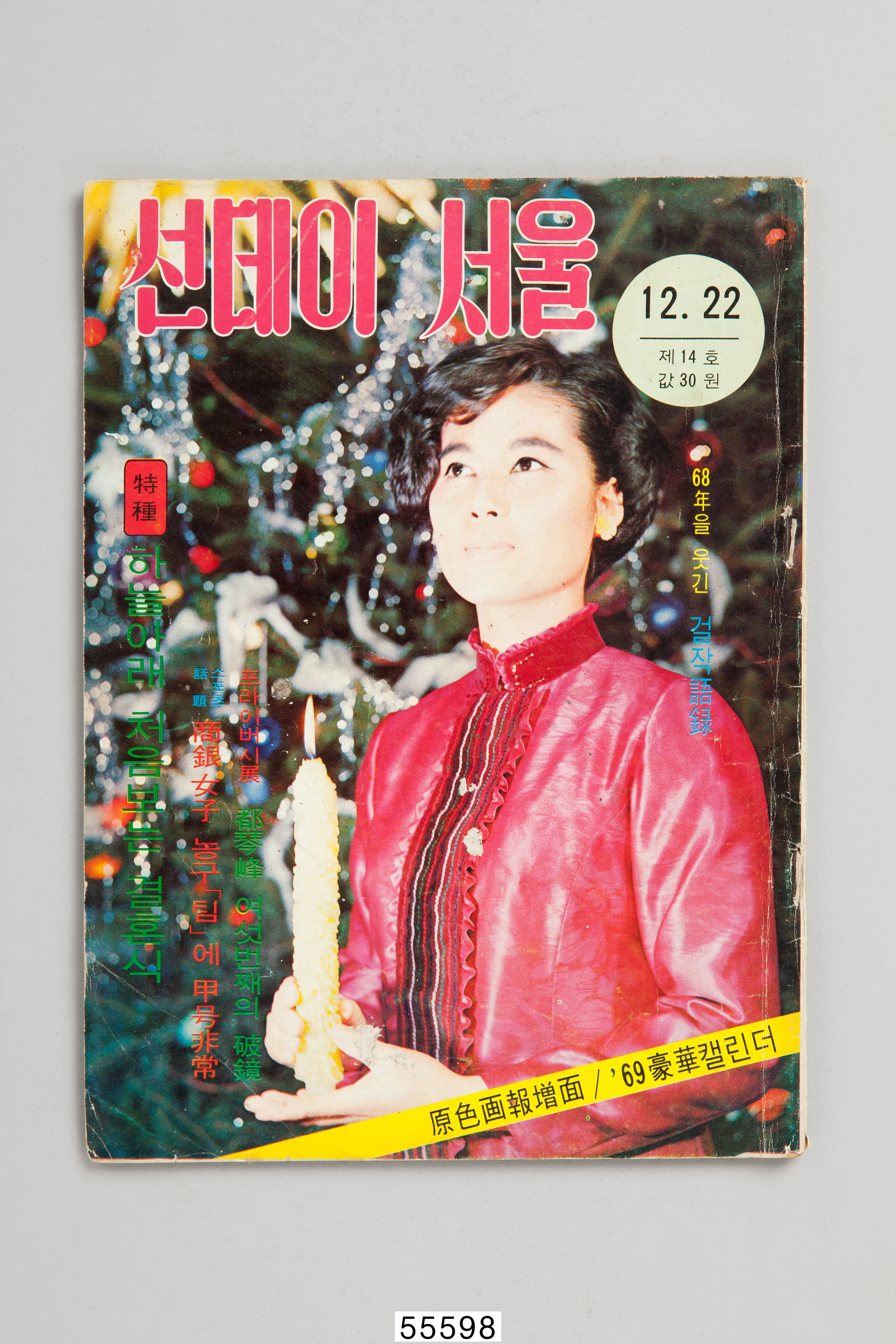
14호
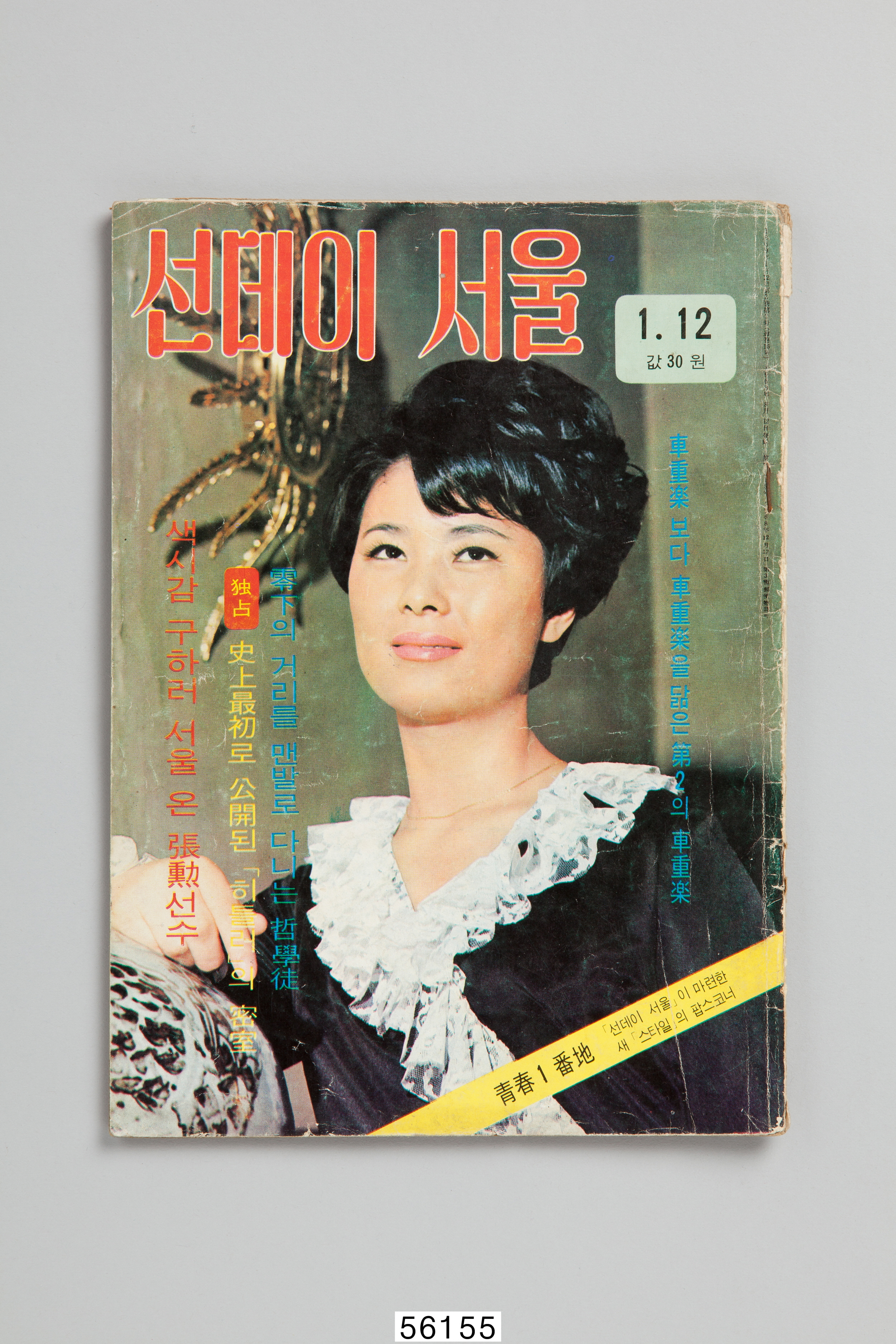
16호
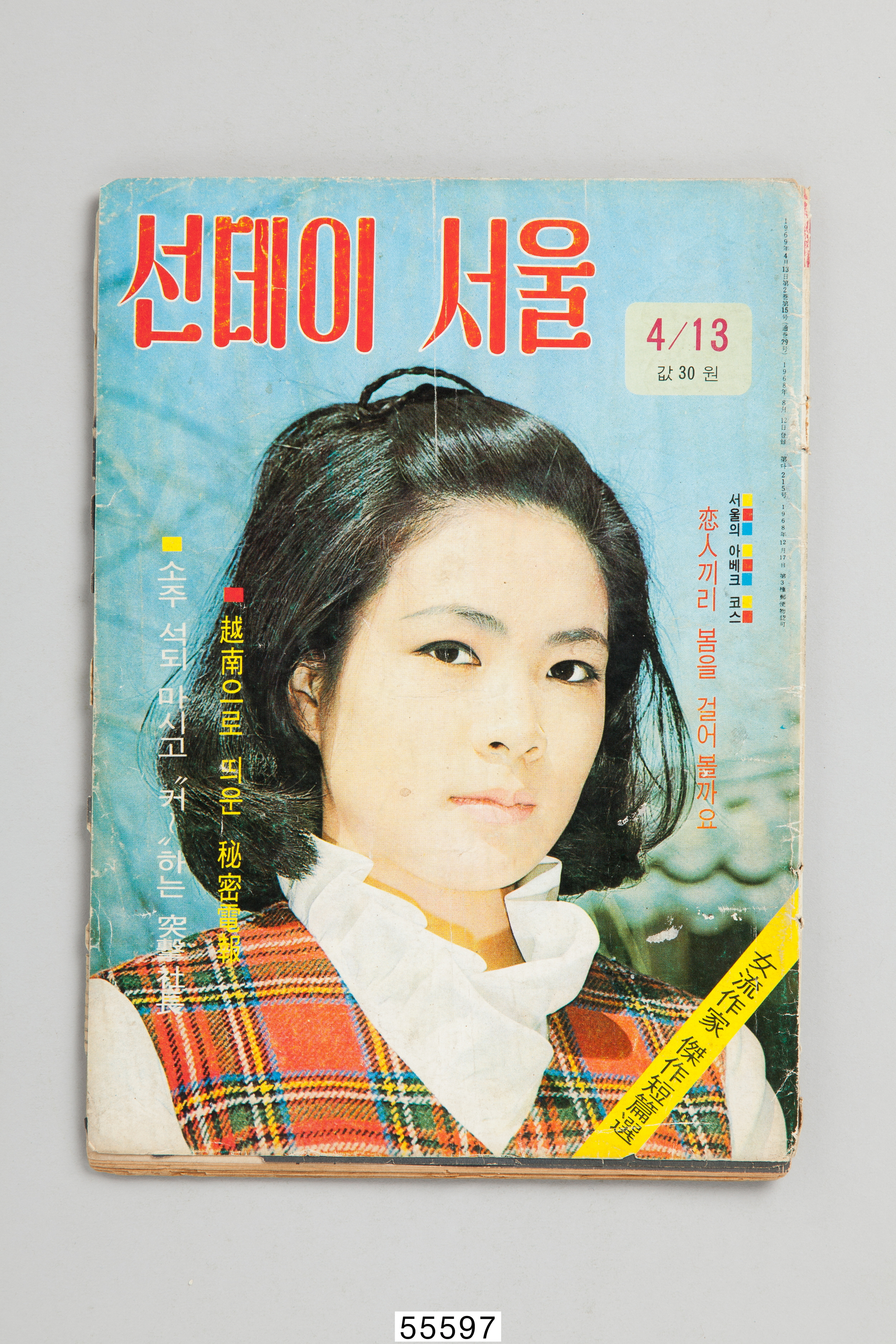
29호
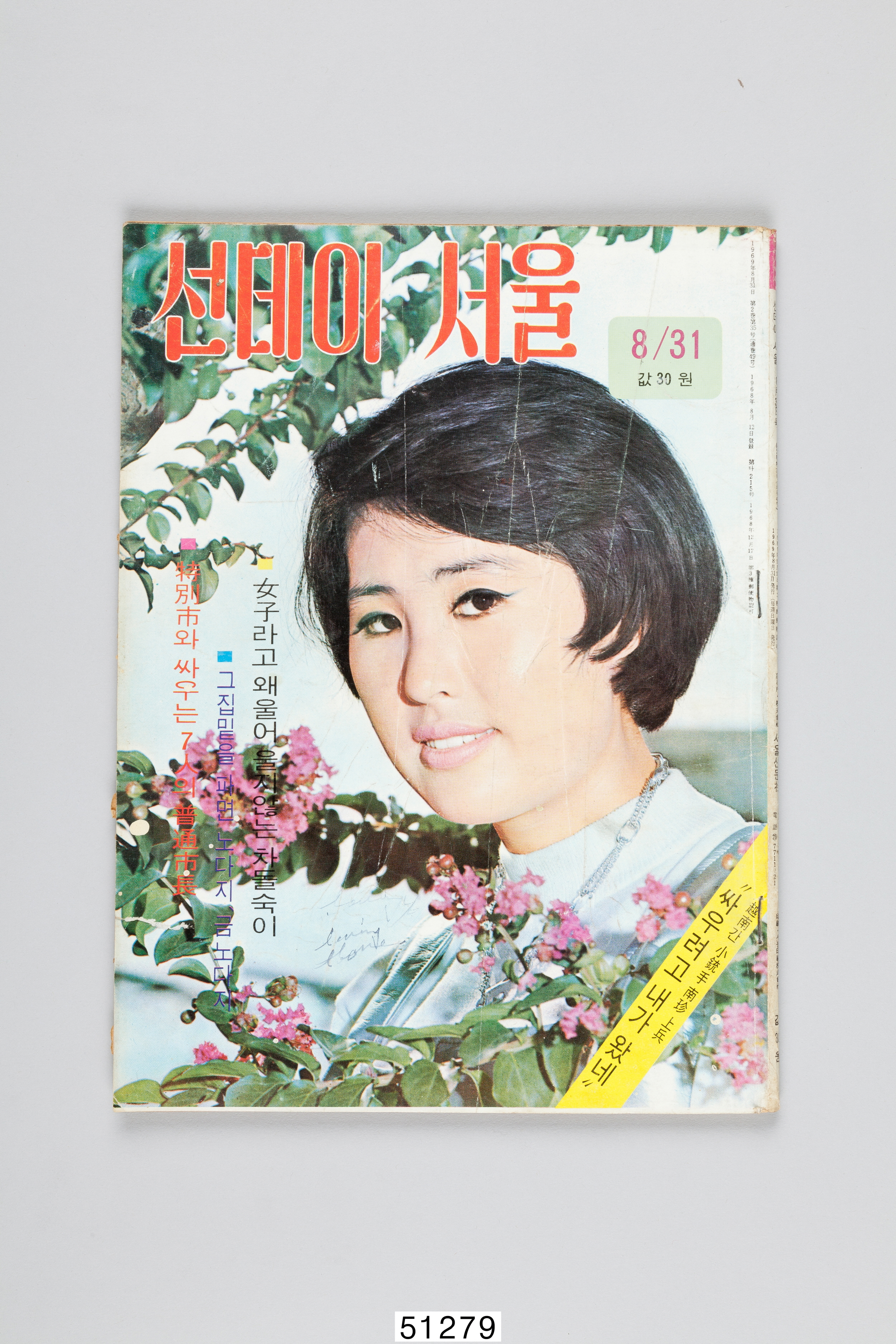
49호
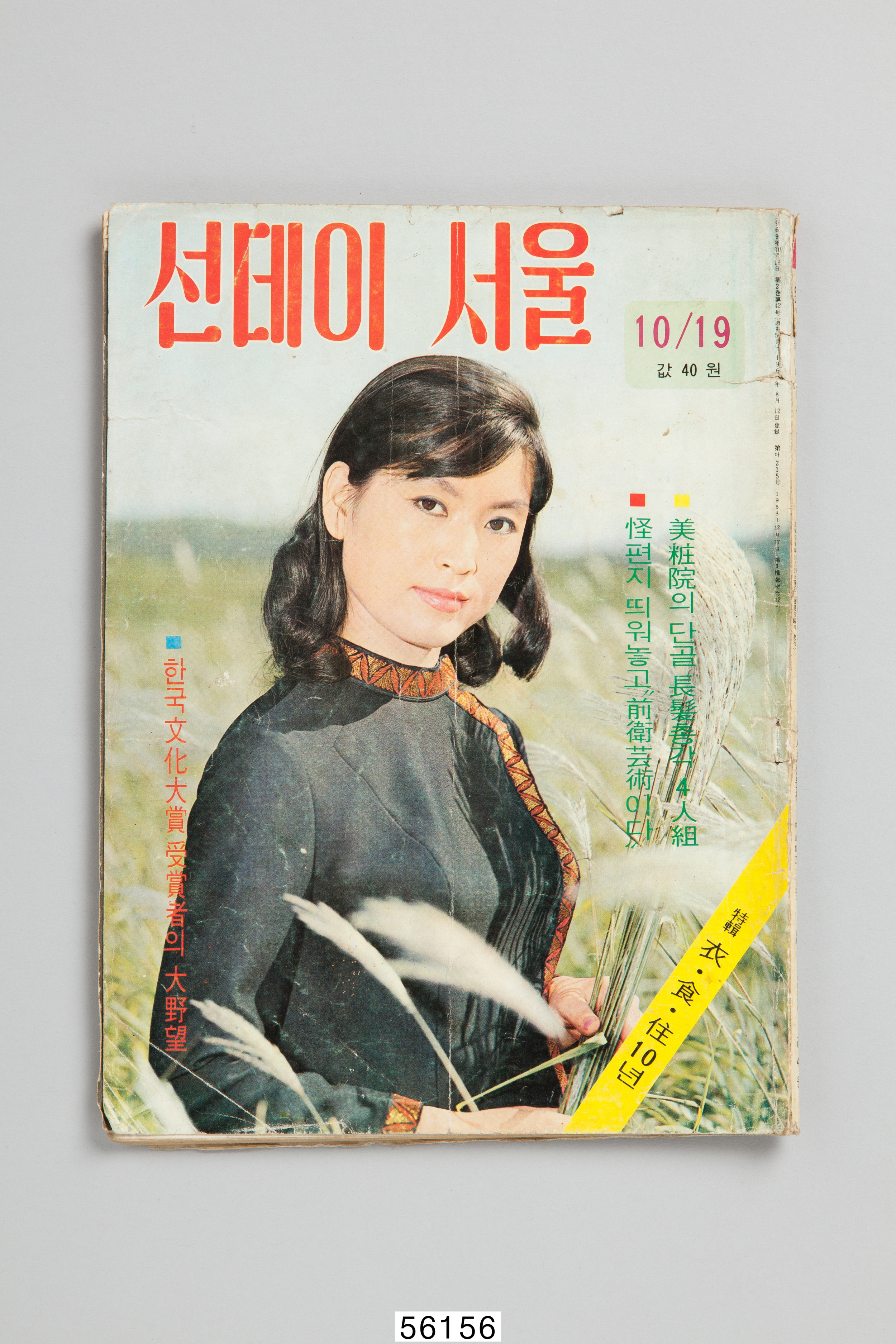
56호
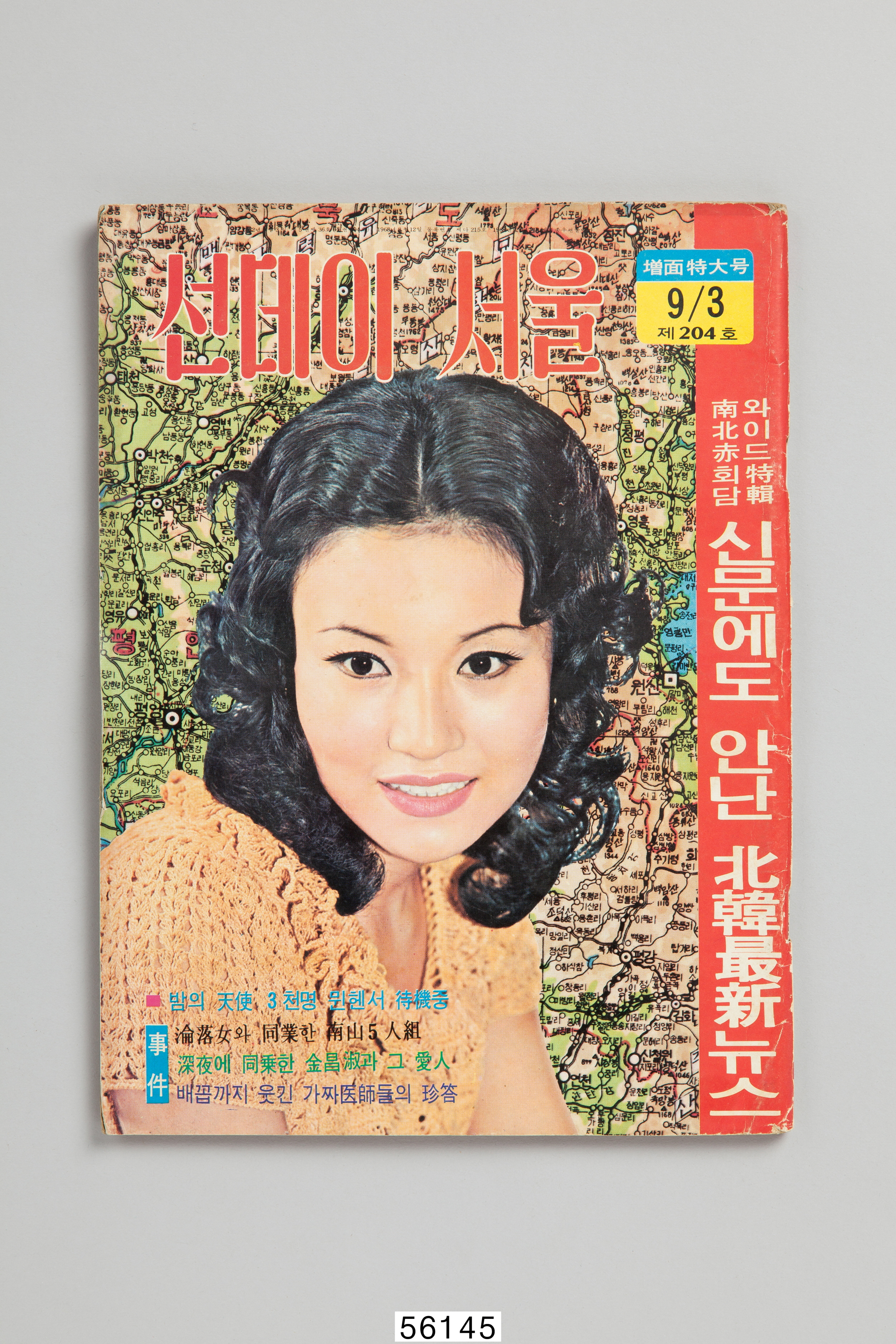
204호
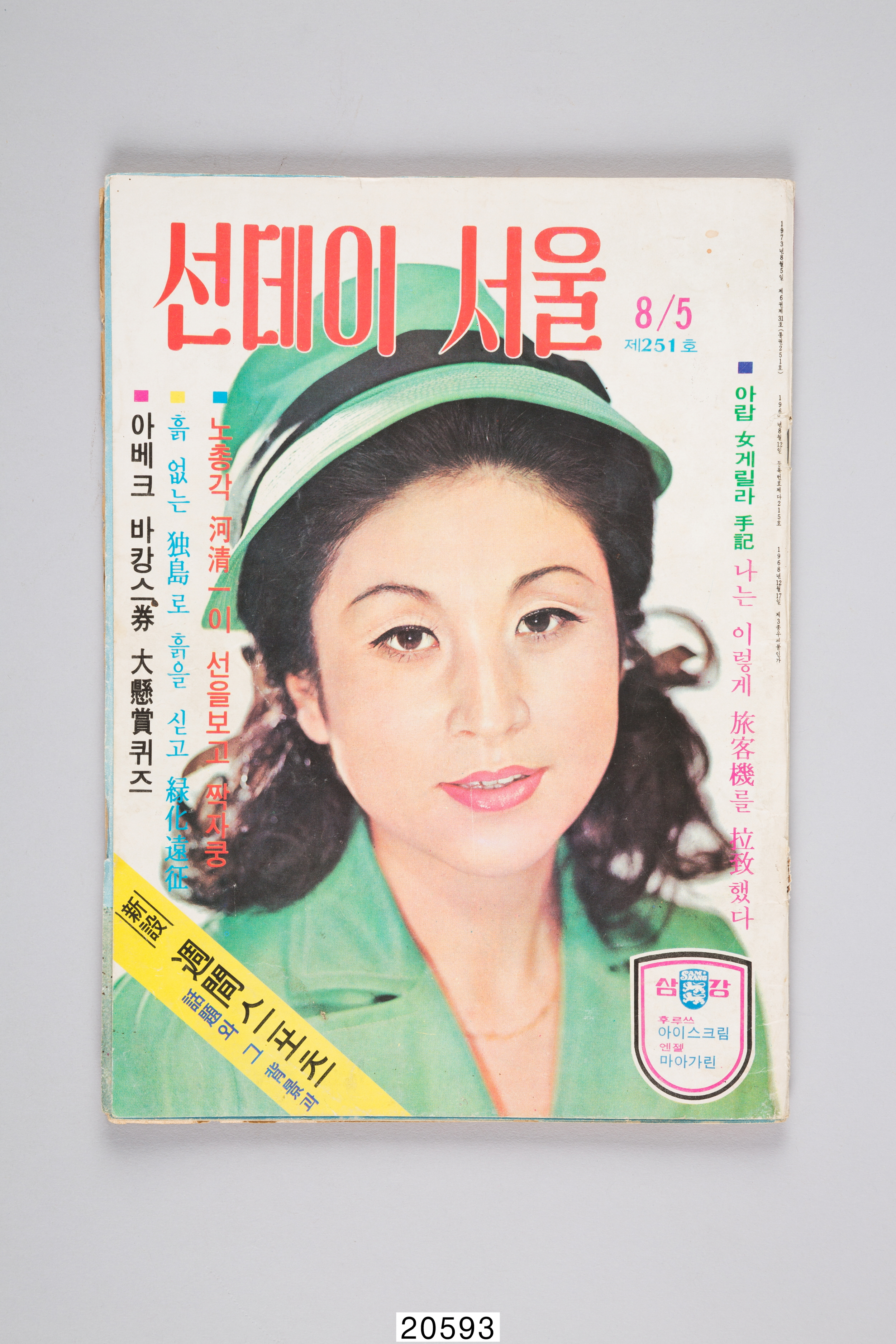
251호
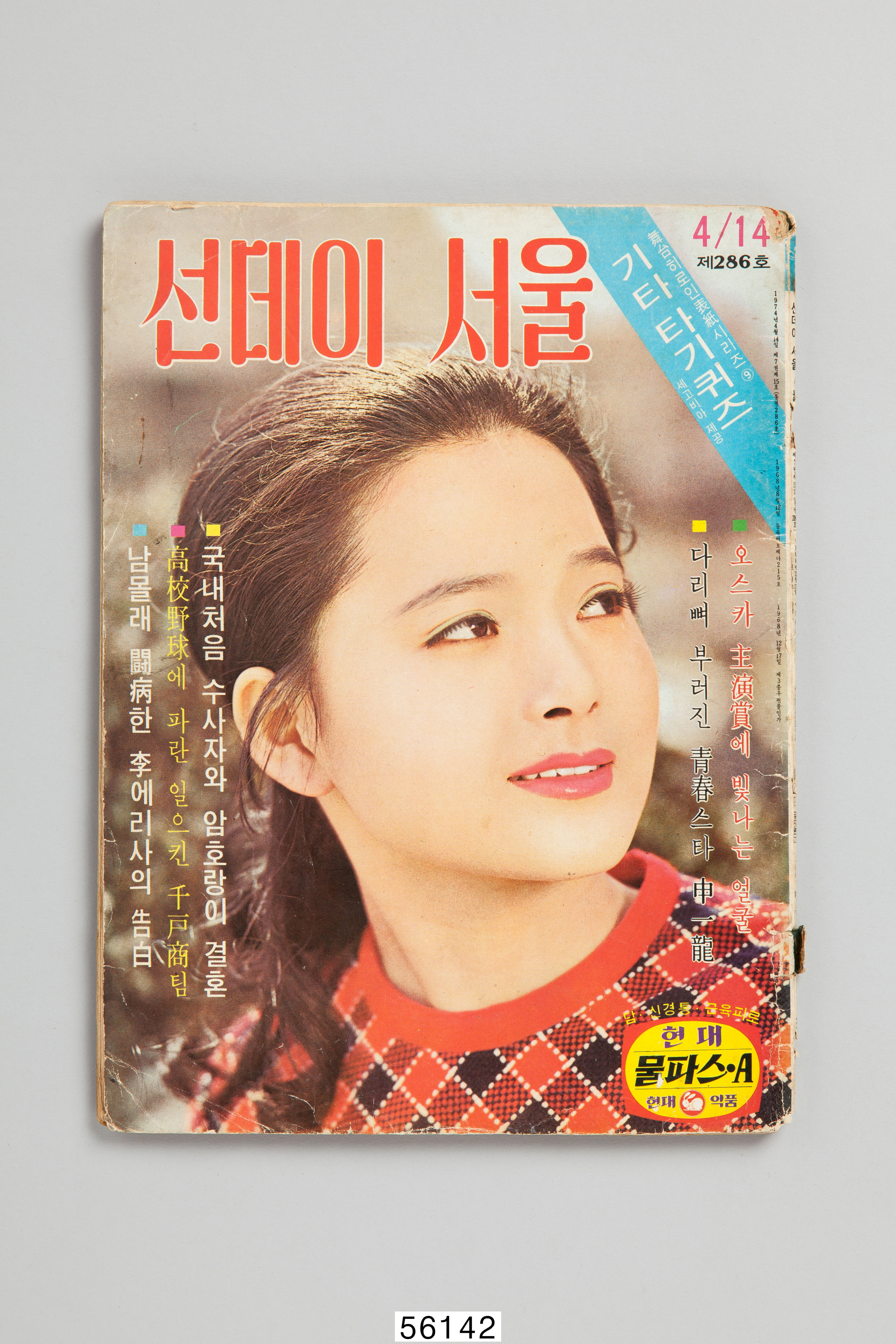
256호
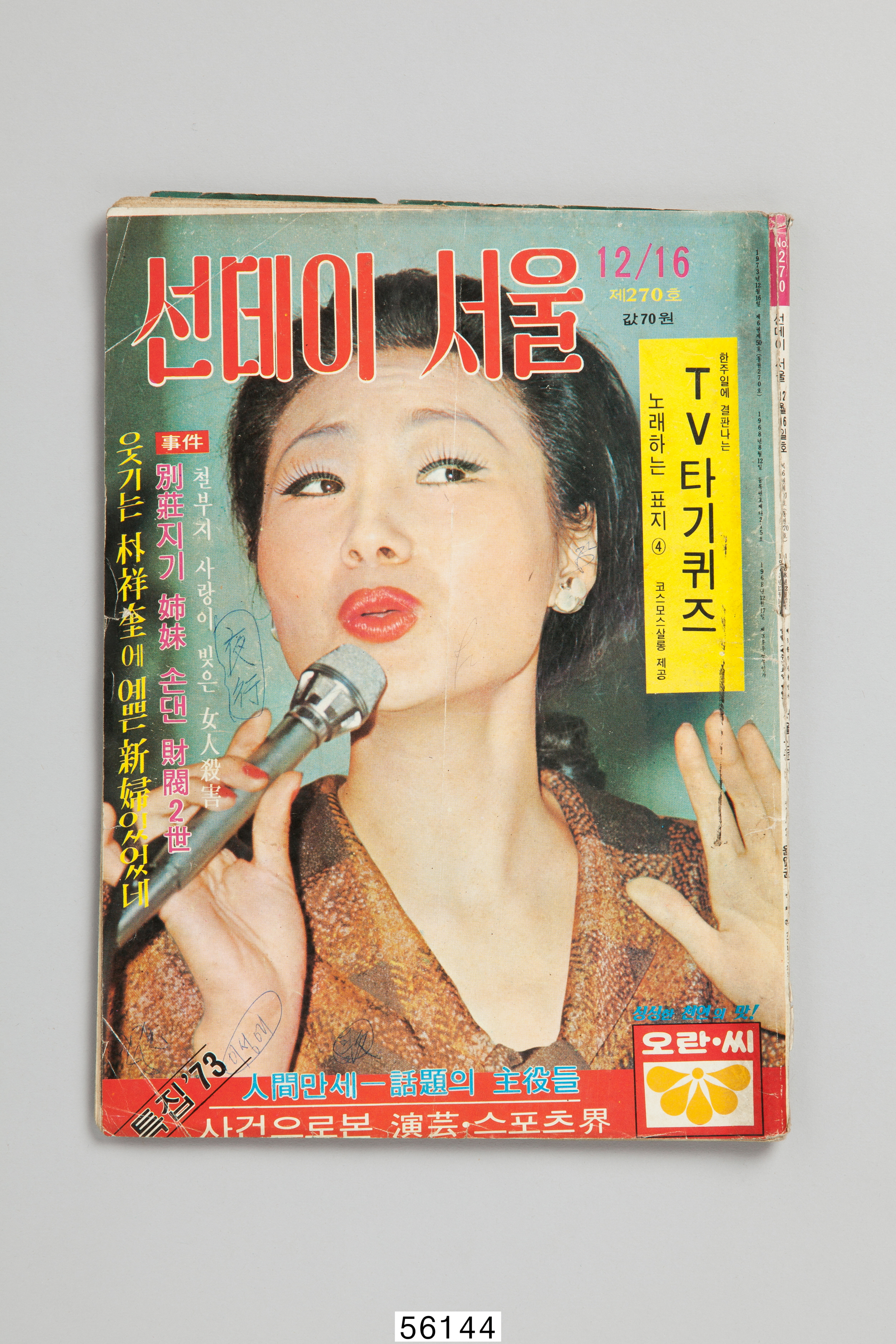
270호
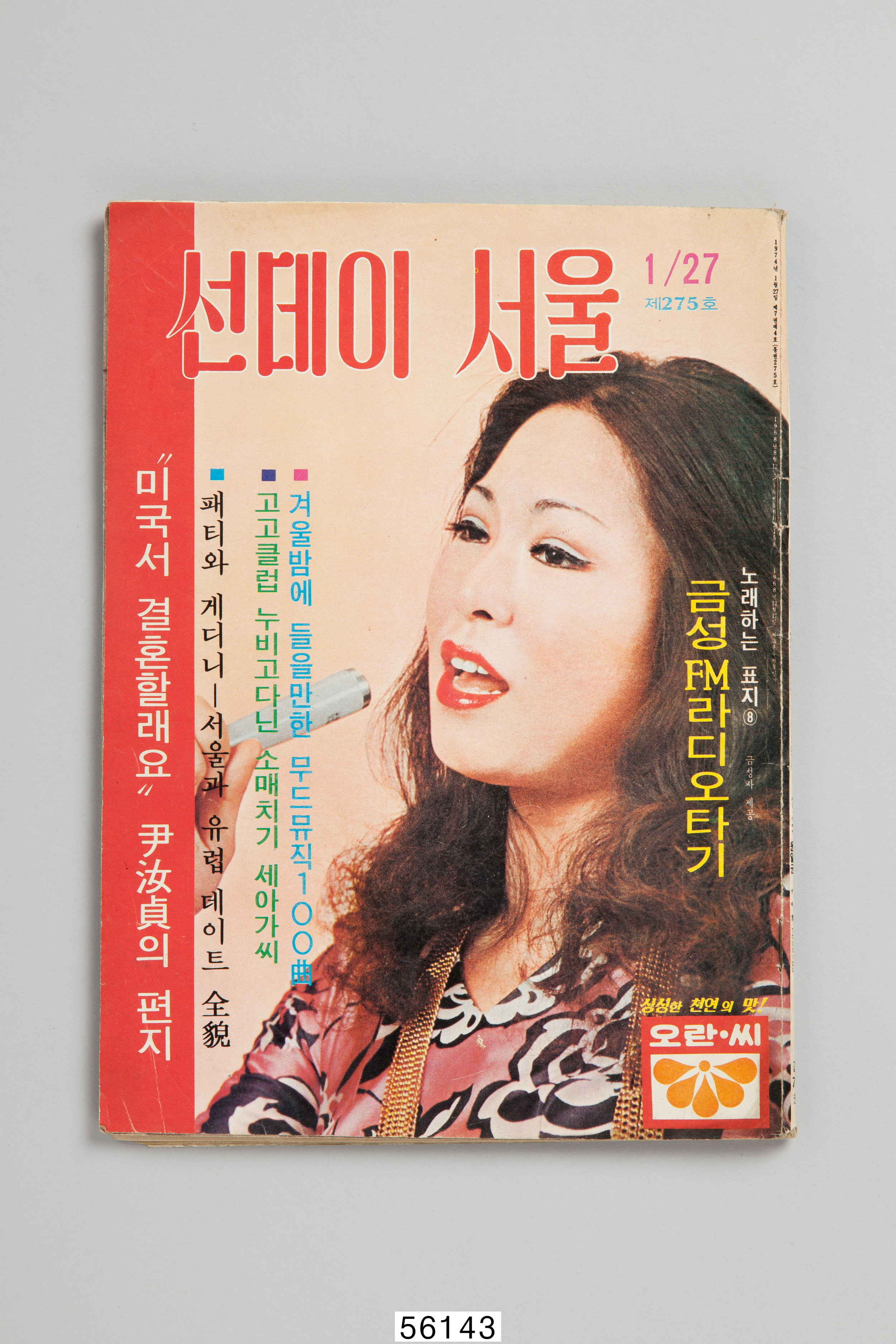
275호

## 같이 보기
- 주간여성